# П-50
П-50 «Обсерватория» — стационарная радиолокационная станция сантиметрового диапазона волн. Основная задача РЛС — дальнее обнаружение самолетов противника и наведение истребителей в системе ПВО объектов государственного значения. "Обсерватория" являлась радиолокационным узлом, в состав которого входила радиоретрансляционная линия для передачи радиолокационной информации в объекты государственного значения. РЛС позволяла обнаруживать бомбардировщики на дальности до 400 км при потолке обнаружения в 16 км.

## История создания
В 1950-е годы пресса США убеждала общественность в неизбежности ядерной войны против СССР. Её сценарий 27 октября 1951 года опубликовал журнал «Кольерс»: эскадрильи американских бомбардировщиков, взлетев с аэродромов Англии, Франции, Италии, Японии и Аляски, 14 мая 1952 года сбрасывают атомные бомбы на объекты СССР. В качестве противовеса система доставки ядерного оружия в СССР планировалось реализовать надежную систему противовоздушной обороны. Рост американской атомно-воздушной угрозы требовал повышения боевых возможностей ПВО СССР.
В 1946 году в координационном комитете № 3 при Совете министров СССР  был разработан Государственный план по развитию важнейших радиолокационных разработок с четкой специализацией научно-исследовательских институтов и конструкторских бюро, привлекаемых к этим разработкам. Основные задачи были возложены на научно-исследовательский институт № 20 (в настоящее время ВНИИРТ), который уже имел значительный опыт в проектировании и налаживании массового производства РЛС метрового диапазона. Стоит отметить, что разработка локатора сантиметровых волн для НИИ-20 являлась по-настоящему сложной задачей, так как отсутствовала измерительная дециметровая аппаратура и требовалось проведении дополнительных исследований в данной сфере. Новизна сантиметровой техники потребовала также постановки ряда экспериментов с иностранными магнетронами, клистронами и специальным железом.
Одновременно с РЛС П-50 велась разработка  радиоретрансляционной линии (РРЛ) «Цепочка» для автоматической передачи радиолокационной информации с радиолокационной станции на командный пункт ПВО крупных промышленных и административных центров на большие расстояния.
Опытный образец РЛС «Обсерватория» в конце 1950 года прошел государственные и общевойсковые испытания. РЛС производилась в относительно небольших количествах под шифром П-50 и устанавливалась на стационарных пунктах войск ПВО по мере их развития и обустройства. При разработке обеих радиолокаторов институту пришлось преодолевать серьезные технические трудности при освоении новых диапазонов, при почти полном отсутствии радиоизмерительной техники. Необходимо было разработать и внедрить мощные 1000 кВт магнетроны, используемые в основном в наклонных каналах РЛС системы V-луча. Трудности удалось преодолеть благодаря дееспособному коллективу разработчиков под руководством А. М. Рабиновича и Л. В. Леонова.
За проектирование РЛС «Обсерватория» коллектив ее авторов в составе А. М. Рабиновича, С. П. Заворотищева, Ю. А. Мантейфеля, Р. И. Перца, В. В. Самарина, С. А. Смирнова и К. Л. Куракина был удостоен в 1950 году Государственной премии первой степени СССР.

## Конструкционные особенности
Антенные устройства П-50 были сконструированы по методу V-луча для определения высоты цели. Таким образом, эта являлись трех координатными. Данный метод построения РЛС в то время был оправдан, так как радиолокационная техника тогда не располагала альтернативными техническими возможностями (например, парциальное построение антенн).
Следует особо отметить тот факт, что  были заданы и реализованы высокие точности определения координат ±500 м по дальности, ±0,5° по азимуту и 400 м по разрешению. Для того, чтобы добиться этого, в антенные устройства РЛС процессе их выпуска пришлось вносить существенные коррективы и значительно их дорабатывать.
В 1952 — 1953 годах РРЛ «Цепочка» (шифр РРЛ-50) была модернизирована с целью дополнительной передачи координат по высоте. Кроме того, имелся выносной ИКО. Индикатор кругового обзора (также применялся термин – план-индикатор) имел три шкалы дальности (80, 200 и 400 км) и мог работать в трех режимах: круговом, кольцевом и секторном.

### Основные параметры
- Типы генераторных приборов: магнетроны МИ-22; МИ-24 и т. д.
- Кол-во приемных каналов — 5
- Скорость вращения антенны: 3-6 об/мин
- Длительность импульса: 1 мкс
- Способы регулировки усиления: МАРУ, ДРУ, МРУ
- Частота повторения: 325-400 Гц

## См.также
- П-20
- П-80
- П-90